# Bruce McLaren
Bruce McLaren (Auckland, 30 augustus 1937 – Goodwood Circuit, 2 juni 1970) was een autocoureur uit Nieuw-Zeeland en tevens designer en uitvinder. Daarnaast was hij oprichter van het Formule 1-team McLaren. Het team bestaat nu nog steeds, en is met twaalf wereldtitels bij de coureurs en acht bij de constructeurs, een van de succesvolste autosportteams.
Bruce McLaren was al op jonge leeftijd zeer geïnteresseerd in auto's, vooral die van de snelle soort. Het moment dat hij samen met zijn vader een Austin 7 Ulster had gerestaureerd, zou de start zijn van een carrière in de autosport.
Voor het eerst uitkomend in de New Zealand International Grand Prix, kwam McLaren in aanraking met Jack Brabham; een coureur uitkomend in het team van Cooper. Brabham zorgde ervoor dat McLaren een plek in het Cooper Formule 2-team kreeg.
Eenmaal bij het team Cooper bewees McLaren een uitstekend coureur te zijn. Na een eerste plaats in de in 1958 gehouden Duitse Grand Prix – een mix van Formule 1 en Formule 2 auto's – werd McLaren gepromoveerd naar de koningsklasse, de Formule 1. McLaren werd hiermee met zijn 22 jaar de jongste Formule 1 coureur tot dan toe.
In zijn hierop volgende jaren binnen het Cooper Team in de Formule 1 zou McLaren immer in de top 10 verblijven. McLaren werd echter steeds minder tevreden en wenste zichzelf een eigen team. In het begin twijfelde hij tussen zijn droom en zijn trouw aan Cooper – die hem zijn kans in de Formule 1 had gegeven. Ten slotte besloot hij in het kielzog van Jack Brabham zijn droom waar te maken.

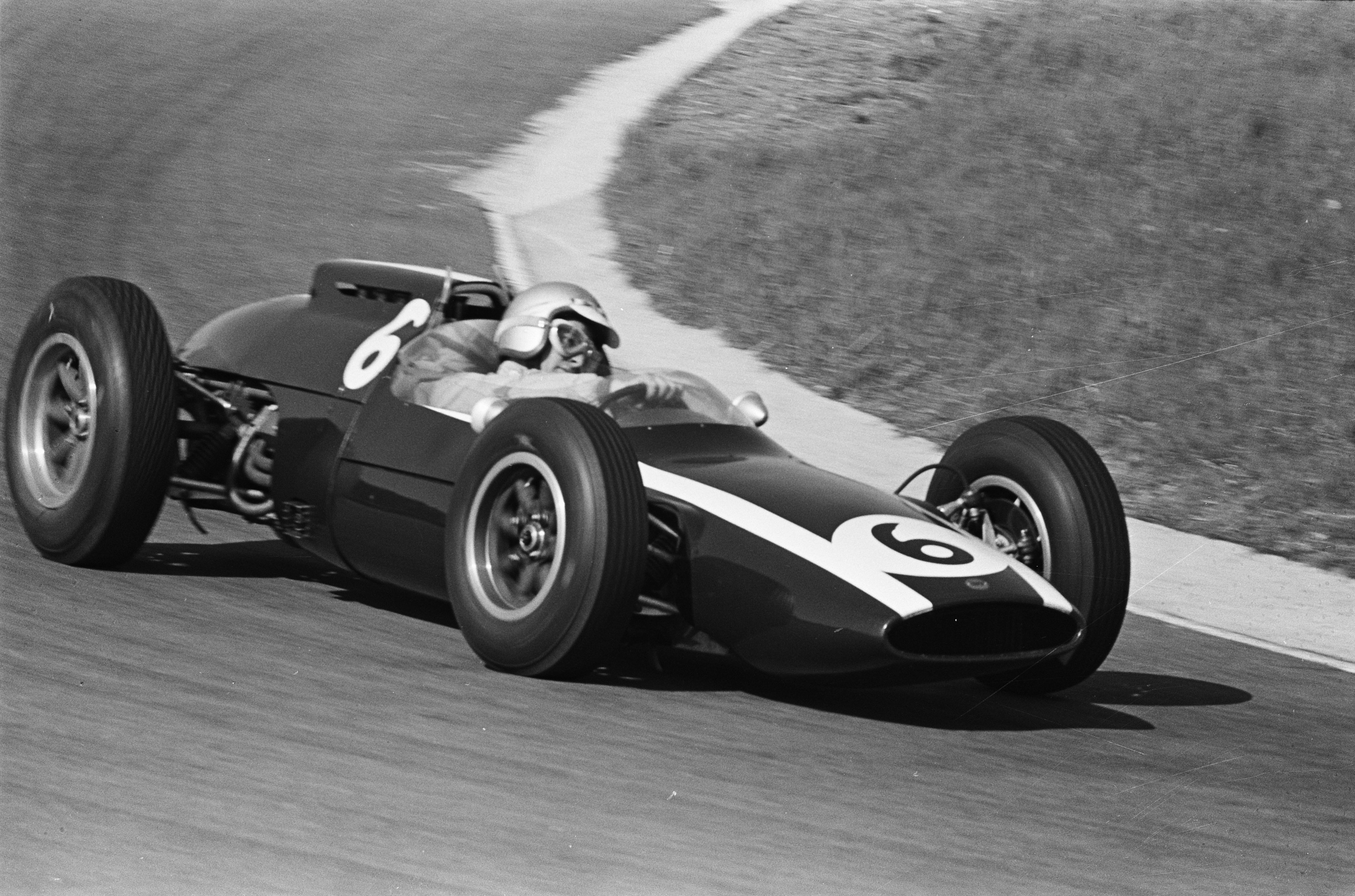
Bruce McLaren tijdens de Grand Prix Formule 1 van Nederland 1962

Tussen 1959 en 1966 racete McLaren voor het Cooper team en ondertussen was hij bezig met zijn eigen F1 auto-ontwerp. Tijdens de ontwerpfase bleek het chassis veelbelovend maar ontbrak er een motorblok dat goed genoeg was om in zijn ontwerp toe te passen. In de beginperiode werden er Italiaanse motoren toegepast, die niet krachtig genoeg bleken.
Het eerste echte McLaren wapenfeit bestond uit een zesde plek in de Britse Grand Prix. Het McLaren raceteam kwam pas verder toen er een samenwerking ontstond met tuner Cosworth.
In 1968 was team McLaren voor het eerst echt succesvol in een door Ford-Cosworth aangedreven auto door hierin de Belgische Grand Prix te winnen. Dit kwam door overwinningen van zowel Bruce McLaren als zijn tweede man Denny Hulme. In deze jaren was een van de mooiste overwinningen van het team McLaren eentje in de vorm van een eerste en tweede plek in de Daily Express race op het circuit van Silverstone.
In de daarop volgende 2 jaren domineerde McLaren; en niet alleen de Formule 1. Met overwinningen in verschillende klassen, waaronder de Can-Am, werd de naam McLaren in de Verenigde Staten en Canada ook wel de 'Bruce en Denny Show' genoemd. Bruce McLaren werd Can-Am kampioen in 1967 en 1969 en Denny Hulme in 1968 en 1970.
Op 2 juni 1970 sloeg het noodlot toe. Tijdens het testen van een Can-Am bolide op het Goodwood Circuit in Engeland ging het mis en spinde de auto van de baan.
De bolide crashte met hoge snelheid op een betonnen platform en de bestuurder Bruce McLaren kwam hierbij om het leven.
- Bibliothèque nationale de France: cb17788850p (data)
- International Standard Name Identifier: 0000 0000 2858 9137
- Library of Congress Control Number: n85191426
- Nationale Bibliotheek van Tsjechië: jo2015896755
- Nationale en Universitaire bibliotheek Zagreb: 000514711
- SNAC: w6ck603q
- Museum of New Zealand Te Papa Tongarewa: 34872
- Virtual International Authority File: 28512491
- WorldCat: E39PBJmpcrCqf9b3xc4Q8jdbBP